# 曾不屑一顧的愛情
《曾不屑一顧的愛情》（日语： Keibetsushiteita Aijou */?），为AKB48的第3张单曲。 分为通常盘与附带DVD的初回限定盘两种式样，由DefSTAR Records于2007年4月18日发售。中心成員由高橋南、前田敦子擔當。

## 概要
本曲是以校園欺凌为主题的单曲。電視廣告旁白“讨厌所有人”（みんなの事が、嫌いでした）由河西智美負責。
本作的选拔成员较前作增加两名。前作选拔组全部成员继续进入选拔组，佐藤夏希初次成為选拔成員。小林香菜自《想見你》成為选拔成員以来相隔兩作再次被选入。
初回限定盘的封面设计为一则虚拟的报章报道。与通常盘相比，增加了一张DVD（收录内容下述）、一张交换卡（三款設計中任意一款）和用于抽獎活动的廣告單。
单曲B面收录《卖泪之少女》（涙売りの少女）一曲，原为TeamA 3rd Stage「为了谁」公演中的曲目，以援助交际为主题。
在自2008年起每年都会举办的相关歌曲投票演唱会“Request Hour Set List Best 100”中，除2008年因总计可供选择曲数不足100首而名列第28名之外，截至2011年的三次均处100名圈外。
本张单曲销量据Oricon统计，首周销量达20323张，总计达22671张，均超过前作《制服真碍事》。但首周获得第8名，低于前作之第7名。且第二周销量跌至第98名，创下当时的最大跌幅纪录。

## MV
PV的导演由高桥荣树担任。设定結果是最后主人公以從學校屋頂跳下自殺的方式終結生命。在PV的开头与结尾部分设置了字幕，内容分别为“你并非鸟儿。希望你能够脚踏实地。即使有苦难之事，未来也就在前方。任何时候，时间都会像橡皮一样抹去你过去的记忆。”以及“无论多么大的苦难之事，都会随着时间之流逝而忘却。不要一人独悲，告诉其他的人。虽然这可能需要勇气，但你并非如此弱小。”。
PV中亦不時快速插入一些手机邮件畫面，内容分别为“你觉得难道这世上会有人喜欢你吗？”、“大家都很讨厌你”、“不要来学校  只要你来学校就会被污染！！空气也会被污染！！不要让我和你一同呼吸”以及「你很噁心，又煩，能不能去死？」。

## 封面成员
- 初回生產限定盤：秋元才加、小野惠令奈、宮澤佐江、前田敦子、河西智美、大島優子、高橋南、小嶋陽菜
- 通常盤：全部選拔成員

## 媒體使用
曾不屑一顧的愛情
- 朝日電視台系《すくいず!》片尾曲

## 收录曲目
| CD       | CD                             | CD    |
| 曲序     | 曲目                           | 时长  |
| -------- | ------------------------------ | ----- |
| 1.       | 《曾不屑一顧的愛情》（軽蔑していた愛情）       | 4:18  |
| 2.       | 《卖泪之少女》（涙売りの少女）             | 4:41  |
| 3.       | 《曾不屑一顧的愛情》（純音樂） | 4:16  |
| 4.       | 《卖泪之少女》（純音樂）       | 4:37  |
| 总时长： | 总时长：                       | 17:53 |

DVD（仅初回限定盘）
1. 《曾不屑一顧的愛情》PV
2. Making of 《曾不屑一顧的愛情》
开始部分的前田敦子之姓名罗马音被错标为“ATSUKO MADEDA”。

## 選拔成員

### 曾不屑一顧的愛情
（中心成員：高橋南）
- Team A：板野友美、大島麻衣、小嶋陽菜、篠田麻里子、高橋南、中西里菜、前田敦子、峯岸南
- Team K：秋元才加、大島優子、小野惠令奈、河西智美、小林香菜、佐藤夏希、増田有華、宮澤佐江

### 卖泪之少女
- Team A：板野友美、浦野一美、大江朝美、大島麻衣、川崎希、小嶋陽菜、駒谷仁美、佐藤由加理、篠田麻里子、高橋南、户島花、中西里菜、成田梨紗、平嶋夏海、星野满、前田敦子、増山加弥乃、峯岸南、渡边志穗